# Aszimptota
Az aszimptota a matematikában egy olyan görbét, többnyire egyenest jelent, amelyet egy függvény grafikonja határértékben megközelít, de nem éri el. Az aszimptota fogalma nem egységes: egyaránt beszélnek görbék és függvények aszimptotáiról.
Az aszimptota ἀσύμπτωτος görög eredetű, eredeti jelentése: nem egybeeső, nem egyező. Alapigéje συμπίπτειν, egybeesni, megegyezni, σύν (szün) együtt, egyszerre, πίπτειν esni.

## Görbe aszimptotája
A görbék az n dimenziós tér, többnyire az euklideszi sík egydimenziós részhalmazai. Matematikai definíciójuk szerint ezek a görbék utak, legfeljebb megszámlálható sok helyen szakadó függvények, algebrai görbék grafikonjai. Ha egy grafikon hozzásimul egy egyeneshez, akkor az az egyenes a görbe aszimptotája.
Az e egyenes aszimptotája a γ görbének, ha a végtelenben tetszőlegesen megközelíti. Ez pontosabban azt jelenti, hogy ha egy P pont végigfut az e egyenesen, akkor P γ-tól mért távolsága a nullához tart. Formálisan:
{\displaystyle \lim _{P\in e,|P|\to \infty }d(P,\gamma )=0}
ahol P és γ távolsága a P és a γ pontjai közötti távolságok infimuma:
{\displaystyle d(P,\gamma ):=\inf _{Q\in \gamma }d(P,Q)}
Algebrai görbe aszimptotája a projektív szemlélet szerint a következőképpen értelmezhető:
Az aszimptota a végtelenben vett érintő.

## Függvény aszimptotája
A függvény aszimptotája egy olyan grafikon, többnyire egyenes, ami a függvény grafikonját tetszőlegesen megközelíti. A függvény elemzése közben ki kell térni az aszimptotákra is.
Rendszerint olyan függvények aszimptotáit keresik, ahol a függvény a valós számok egy részhalmazából a valós számok halmazába képez.
Az aszimptotáknak két típusuk van aszerint, hogy a függvény az x vagy az y tengely irányában közeledik-e hozzá.

### Közeledés az y tengely irányába
Ha az f függvénynek pólusa van t-ben, vagyis
{\displaystyle \lim _{x\nearrow t}f(x)=\pm \infty \,\,} vagy {\displaystyle \,\,\lim _{x\searrow t}f(x)=\pm \infty ,}
akkor x = t az f függvény függőleges aszimptotája.

### Közeledés az x tengely irányába
Ha f, mint x függvénye a valós h számhoz tart a végtelenben, formálisan
{\displaystyle \lim _{x\to \infty }f(x)=h},
akkor az y = h egyenes f vízszintes aszimptotája. Hasonló teljesül, ha {\displaystyle x\to -\infty }.
Ha a p: R → R egyenes határértékben megközelíti az f függvényt, azaz
{\displaystyle \lim _{x\to \infty }[f(x)-p(x)]=0} vagy {\displaystyle \lim _{x\to -\infty }[f(x)-p(x)]=0,}
akkor p f ferde aszimptotája.
Ez a háromféle aszimptota együttesen megfelel a görbék aszimptotájának.
A ferde aszimptota fogalmát sokszor általánosítják, az egyenesek mellett még más közelítőgörbéket is megengedve. Így tekintenek polinomgörbéket aszimptotáknak. Ha f = g/h algebrai törtfüggvény, akkor f-nek mindig van ilyen értelemben vett aszimptotája: az a polinom, ami a g/h osztáskor keletkezik. Az aszimptotától mért függőleges távolság változását a valódi törtlineáris rész adja meg. Emellett y = 0 vízszintes aszimptota.
A polinomokon kívül más függvények is tekinthetők aszimptotának, feltéve, ha kielégítik a határérték-feltételt. Alkalmazás szempontjából hol az egyik, hol a másik hasznosabb.

## Példák
Az
{\displaystyle f_{1}(x)={\frac {1}{x}}}
függvénynek (lásd hiperbola) pólushelye, azaz függőleges aszimptotája van x = 0-ban, és van y = 0 vízszintes aszimptotája is.
Az
{\displaystyle f_{2}(x)={\frac {x^{3}-x^{2}+5}{5x-5}}={\frac {x^{3}-x^{2}}{5x-5}}+{\frac {1}{x-1}}={\frac {1}{5}}x^{2}+{\frac {1}{x-1}}}
függvénynek pólusa van x = 1 -ben, és (ha polinomok is megengedettek), akkor {\displaystyle p(x)={\frac {1}{5}}x^{2}} közelítő parabolája.